# Nazário
Nazário é um município brasileiro do estado de Goiás. Sua população é de 9.260 habitantes, conforme estimativa do IBGE de 2020.

## História
Por volta de 1880, Nazário Pereira de Oliveira, de ascendência espanhola, radicou-se com sua família em lugar bem próximo à Serra da Jibóia, no então Município de Palmeiras de Goiás, onde tentou, sem êxito, a fortuna, procurando ouro ou pedras preciosas. Pouco tempo depois, transferiu-se para o local onde mais tarde nasceria o povoado, nas proximidades da confluência do Córrego Buriti com o Rio dos Bois. Fez erigir aí uma capela, à qual chamou 'Nossa Senhora da Conceição' em homenagem à santa de que era fervoroso devoto. A singela casa de oração foi demolida pouco tempo depois, dando lugar a novo templo que continuou com a mesma denominação anterior. A capela, as rezas e a devoção atraíram pouco a pouco, alguns habitantes. O crescimento da população foi, no entanto moroso, e só por volta de 1930, quando chegou à localidade o cidadão Manoel Fernandes Teixeira, iniciou-se o aceleramento da povoação.  

### Formação administrativa
Distrito criado com a denominação de Nazário, pelo Decreto Municipal nº 103, de 30-03-1933, subordinado ao Município de Novo Horizonte (ex-Anicuns). Em divisões territoriais datadas de 31-XII-1936 e 31-XII-1937, o Distrito de Nazário figura no Município de Novo Horizonte. Pelo Decreto-Lei Estadual nº 557, de 30-03-1938, o Município de Novo Horizonte voltou a denominar-se Anicuns. No quadro fixado para vigorar no período de 1939-1943, o Distrito de Nazário permanece no município de Anicuns. Elevado à categoria de município com a denominação de Nazário, pela Lei Estadual nº 121, de 25-08-1948, desmembrado de Anicuns. Sede no antigo Distrito de Nazário. Constituído do distrito sede. Instalado em 01-01-1949. Em divisão territorial datada de 1-VII-1960, o município é constituído do distrito sede. Assim permanecendo em divisão territorial datada de 2007.

## Administração
- Prefeito: Valtuir Francisco Vieira - Tuira (2017/2020)
- Vice-prefeito: Adivan Crispim de Souza (Divan do Restaurante)
- Presidente da câmara: Mirani Maria Machado Corrêa (Gestão 2018)